# Натан Маєр Ротшильд
Натан Маєр фон Ротшильд (нім. Nathan Mayer Rothschild; 16 вересня 1777 — 28 липня 1836) — міжнародний (англійсько-німецький) банкір, бізнесмен і фінансист єврейського походження, барон. Третій син (з п'яти) засновника династії Маєра Амшель Ротшильда.

## Життєпис
Свою бізнес-діяльність почав в Англії у Манчестері, куди переїхав у 1798 році. Бізнес був побудований на торгівлі британським текстилем і фінансах. Однак, через блокування французами протоки Ла-Манш він занепав. Паралельно він займається продажами іноземних векселів та державних цінних паперів на Лондонській фондовій біржі.
У 1809 році заснував банк NMRothschild&Sons. Через п'ять років британський уряд назначив його головним у фінансуванні військової кампанії проти Наполеона в Португалії та Іспанії. Щорічно банки переводили по 11 і більше мільйонів фунтів стерлінгів золотом з Англії фельдмаршалу герцогу Веллінгтону і його союзникам. Банки братів Ротшильдів давали можливість це робити швидко і без прострочення платежу. Адже в умовах війни інші банки лихоманило.[джерело?]
У червні 1815 році заробив ціле багатство на поразці Наполеона у битві при Ватерлоо 18 червня 1815 року. Внаслідок його інтриг, лондонська газета «Морнінґ Кронікл» 12 червня 1815 повідомила про перемогу Наполеона при Ватерлоо на кілька днів раніше самої битви. Ротшильд, зігравши на паніці, скупив акції. Річ у тому, що спочатку перевага знаходилася на стороні Наполеона. Але британським військам, якими керував Веллінгтон, допоміг виграти прусський корпус Блюхера. Наполеон втік до Парижу. Кур'єр Натана Ротшильда Ротворд, що спостерігав за битвою, у шторм переправся через Ла-Манш, заплативши рибалкам 2000 франків, і розповів все банкіру. Приїхавши зранку на біржу, Ротшильд був натомість підкреслено сумний і лише продавав акції. Інші торгівці вирішили, що переміг Наполеон, і теж кинулися збувати цінні папери, які з легкістю скуповували агенти Натана. Лише ввечері 21 червня ад'ютант Веллінгтона майор Генрі Персі доповів уряду, що «Наполеон розбитий».
Хоча нещодавно[коли?] дослідник Браян Кеткарт спростував твердження, що Ротшильд першим дізнався в Лондоні про перемогу при Ватерлоо. Ротшильди заробили за один день 100 мільйонів фунтів стерлінгів. Реальна інформація, отримана раніше інших, дозволила Ротшильдам вести безпрограшну гру на біржі.
У 1835 році уклав контракт з іспанським урядом на купівлю шахти Альмаден на півдні Іспанії. Так він фактично став ртутним монополістом у Європі.
Відіграв важливу роль у скасуванні работоргівлі. Він виділив 20 мільйонів фунтів британському уряду на викуп рабів з плантацій
Коли він помер у 1836 році від абсцесу, його власний капітал склав 0,62 % британського національного доходу.

## Родина
22 жовтня 1806 року Натан одружився з Ханні Барента-Коен (1783—1850). У шлюбі у них народилися шестеро дітей:
- Шарлотта (1807—1859) — одружилась з Ансельмом фон Ротшильдом;
- Ліонель Де Рот (1808—1879) — продовжив сімейний бізнес в Англії. У 1847 році він був обраний до палати громад.
- Ентоні Натан (1810—1876);
- Натаніель (1812—1870);
- Ханна Маєр (1815—1864) — одружилась з англійським аристократом сером Генрі Фіцроєм;
- Маєр Амшель (1818—1874);
- Луїза (1820—1894) — одружилась із двоюрідним братом батька Карлом фон Ротшильдом.
- Натаніель Ротшильд (1840—1915) — онука, в 1885 стала депутатом Палати лордів Великої Британії.

## Цікавий факт
Все́світньо-сла́вний вислів «хто володіє інформацією, той володіє світом» належить саме Натану Ротшильду. Крилатим він став після того, як його процитував Вінстон Черчилль.